# L'ultima canzone (film 1932)
L'ultima canzone (Melodie der Liebe) è un film del 1932, diretto da Georg Jacoby.

## Produzione
Il film fu prodotto dalla Reichsliga-Film. Venne girato ad Amburgo.

## Distribuzione
Distribuito dalla Heros-Film Verleih, il film uscì nelle sale tedesche il 25 aprile 1932. Nei Paesi Bassi, venne distribuito dalla City Film il 9 settembre 1932.